# حسين خطاب
حسين خطاب (1337- 1408 هـ / 1918- 1988 م) عالم سوري، شيخ قرَّاء الشام.

## سيرته
وُلد حسين خطاب في دمشق عام 1918م في حي الميدان المجاهد؛ في منزل والده بقرب جامع مازي، وبدأ حياته عاملاً في صنع دلات القهوة، ثم تلقفه الشيخ حسن حبنكة الميداني فصار من طلاب العلم في جامع «منجك» في حي الميدان.
منحه الله فصاحة اللسان وحسن البيان، فكان من الخطباء البارزين منذ نعومة أظفاره، حفظ القرآن الكريم وجوده على الشيخ محمود فائز الديرعطاني (نسبة إلى دير عطية)، واتصل بشيخ القراء – في وقته – الشيخ محمد سليم الحلواني وحفظ الشاطبية تمهيداً لجمع القراءات، إلا أن وفاة الشيخ محمد سليم حالت دون ذلك، فاتصل بولده، الشيخ أحمد الحلواني الحفيد، وجمع عليه القراءات العشر من طريق الشاطبية والدرة، ثم جمع بعد ذلك العشر الصغرى أيضاً على الشيخ محمود فائز الديرعطاني، ثم اتصل بالشيخ عبد القادر قويدر العربيلي، فجمع عليه العشر الكبرى من طريق طيبة النشر. كان حسن السمت، لطيف المعشر، على صلة بالمجتمع، يرشد الناس ويعظهم، لم يراء لحاكم ولم يكتم كلمة الحق على اختلاف اتجاه الحكام الذين عاصرهم.
قرأ عليه الكثير من أهل الشام، وجمعت عليه القراءات العشر الكبرى قبيل وفاته أختان من بنات دمشق، وأخذ عنه الشيخ عبد الرزاق الحلبي الدمشقي القراءات من طريق الشاطبية والدرة، وطريق الشاطبية وحدها كل من الشيخ حسين الحجيري والشيخ محمد الخجا الدمشقي، ولم يقرأ عليه جمعاً بالكبرى أحد من الرجال، أما من تلقى عنه التجويد، وتصحيح التلاوة فيخطئهم العد.
كان له مجالس علمية في بيته وفي مسجد «منجك» في التفسير والتوحيد والتجويد والفقه والحديث والنحو والصرف وعلوم البلاغة وغيرها من العلوم الشرعية، وعينه القراء شيخاً لهم بعد وفاة شيخ القراء الدكتور الطبيب الجراح محمد سعيد الحلواني، وقد ألف العلامة حسين خطاب عدة مصنفات في القراءات.

## مؤلفاته
1. إتحاف حرز الأماني بطريق الأصبهاني.
2. رسالة البيان في رسم القرآن..[3]

## وفاته
توفي حسين خطاب يوم الجمعة 11 شوال 1408هـ الموافق 27 أيار 1988م، في مستشفى الحسين، إثر نوبة قلبية ثم نقل إلى دمشق فصُلي عليه في الجامع الأموي ثم دُفن في مقبرة بوابة الله في حي المَيدان.